# 孟希孔
孟希孔（1568年2月1日—？），字于時，山西平陽府蒲州守禦千户所人，軍籍，明朝政治人物。

## 生平
万历十三年（1585年）乙酉科山西乡试舉人，二十九年（1601年）辛丑科進士，官扶风县知县。

## 家族
祖孟琳，官同知。父孟汝涖，嘉靖十六年丁酉舉人，郧阳府通判、國子監博士。伯父孟汝濬，嘉靖四年乙酉舉人，官鳳翔府知府。堂兄孟時芳，万历戊戌进士。